# Stieg Larsson
Karl Stig-Erland Larsson, conegut com a Stieg Larsson (Skelleftehamn, 15 d'agost de 1954 - Estocolm, 9 de novembre de 2004), va ser un periodista i escriptor suec, famós per l'èxit de la publicació pòstuma de la sèrie de novel·les de misteri Millennium, de la qual és autor. Millennium és una trilogia formada pels títols Els homes que no estimaven les dones, La noia que somiava un llumí i un bidó de gasolina i La reina al palau dels corrents d'aire. Els títols originals en suec eren: Män som hatar kvinnor, Flickan som lekte med elden i Luftslottet som sprängdes; que correspondrien, en traducció directa, a: Els homes que odiaven les dones, La noia que jugava amb foc i El castell a l'aire que esclatà, però que es van canviar per raons de màrqueting.

## Biografia
Els seus pares eren de classe tan humil que van considerar que no tenien prou mitjans per a criar-lo i el van enviar a viure amb els seus avis al camp (al petit poble Norsjö, a uns 100 km al nord d'Umeå), fins a l'edat dels nou anys. L'any 1983, va entrar a treballar com a grafista a la important agència de premsa sueca, Tidningarnas telegrambyrå (TT). A poc a poc, va evolucionar cap a l'ofici de periodista i crític de literatura policíaca i de còmics. L'any 1995 va deixar aquesta agència i va fundar la revista Expo, dedicada a l'estudi i denúncia de les tendències antidemocràtiques, d'extrema dreta i racistes de la societat sueca.
El seu compromís contra el racisme, el feixisme i l'extrema dreta va ser molt fort: l'any 1991, coescriu un llibre, Extremhögern (Extremisme de dreta), després Sverigedemokraterna: den nationella rörelsen (Els demòcrates suecs: el moviment nacional). Dona conferències arreu del món, incloent-hi Londres, convidat per Scotland Yard. Com a conseqüència d'aquest compromís va ser amenaçat de mort diverses vegades.
En el pla polític, Stieg Larsson va ser militant a Kommunistiska Arbetareförbundet (Lliga Comunista de Treballadors), però ho va deixar el 1987, desenganyat per la manca de democràcia que hi havia en els règims socialistes de l'estranger.
En el pla literari, les seves influències s'han de buscar en la cultura popular. Era seguidor de Pippi Långstrump (Pippi Calcesllargues), el famós personatge creat el 1945 per l'escriptora sueca Astrid Lindgren, en qui es va basar per crear el personatge de la Lisbeth Salander. També era aficionat a la novel·la detectivesca i un gran coneixedor de la ciència-ficció. Va formar part i va ser president de la major associació nòrdica de ciència-ficció, la Skandinavisk förening för science fiction (SFSF).

## La sèrieMillennium
Des que era molt jove deia als seus amics que, un dia, seria escriptor de novel·la negra. Van passar els anys i, finalment, quan en va complir 47 va decidir fer-se escriptor. Així, cada nit, en acabar la jornada a la revista Expo, quan arribava a casa, es posava a escriure Millennium, una trilogia protagonitzada per dos investigadors, el periodista Mikael Blomkvist i la investigadora privada Lisbeth Salander.
Va escriure veloçment els tres llibres, de més de 1.500 pàgines en total, en nou mesos cada un. Els va lliurar a una editorial d'un amic seu i, després de tres mesos, va morir d'un inesperat atac al cor. No va poder veure com les seves novel·les es convertien en best-sellers internacionals, amb milions d'exemplars venuts, gràcies a la seva electritzant trama. Un detall curiós: en la tercera obra, un dels personatges mor exactament de la mateixa forma com ho va fer Larsson.
Amb un estil directe, periodístic i poc literari construeix unes novel·les plenes de suspens i acció que enganxen moltíssim i que utilitza per denunciar tot el que repudia, com l'abús de poder econòmic, els neonazis i el maltractament de les dones.
Hi ha una controvèrsia sobre els seus drets d'autor. Segons la televisió sueca, Stieg Larsson hauria redactat un testament l'any 1977 i hauria cedit tots els seus drets a la «secció d'Umeå de la federació dels treballadors comunistes». Però la majoria de les fonts d'informació diuen que va morir sense fer testament. Qui realment està cobrant els drets d'autor són el seu pare i el seu germà. Contràriament, la seva parella, amb qui va conviure durant trenta anys, no hi té cap dret ni benefici econòmic perquè mai no s'havien casat (per motius de seguretat, en estar ell amenaçat de mort, volien evitar que figurés en cap registre) i la llei sueca no reconeix cap dret a les parelles que no s'han casat ni inscrit al registre.

## Obres

### Col·lecció d'articles
- Stieg Larsson, Anna-Lena Lodenius: "Extremhögern", Stockholm, 1991
- Stieg Larsson, Mikael Ekman: "Sverigedemokraterna : den nationella rörelsen", Stockholm, 2001
- Stieg Larsson, Cecilia Englund: "Debatten om hedersmord : feminism eller rasism", Stockholm, 2004
- Richard Slätt, Maria Blomquist, Stieg Larsson, David Lagerlöf m.fl.: "Sverigedemokraterna från insidan", 2004

### Novel·les
- Els homes que no estimaven les dones (publicat en català amb ISBN 978-84-664-1004-5), títol original suec Män som hatar kvinnor (publicat el 2005, literalment Els homes que odien les dones). Duta al cinema sota el mateix títol.
- La noia que somiava un llumí i un bidó de gasolina (publicat en català amb ISBN 978-84-664-0924-7), títol original suec Flickan som lekte med elden (publicat el 2006, literalment La noia que jugava amb foc).
- La reina al palau dels corrents d'aire (publicat en català amb ISBN 9788466410748), títol original suec Luftslottet som sprängdes (publicat el 2007, literalment El castell en l'aire que es va esfondrar).

### Impressions periòdiques
- Svartvitt med Expo, 1999-2002
- Expo, 2002-2004